# Savelugu/Nanton

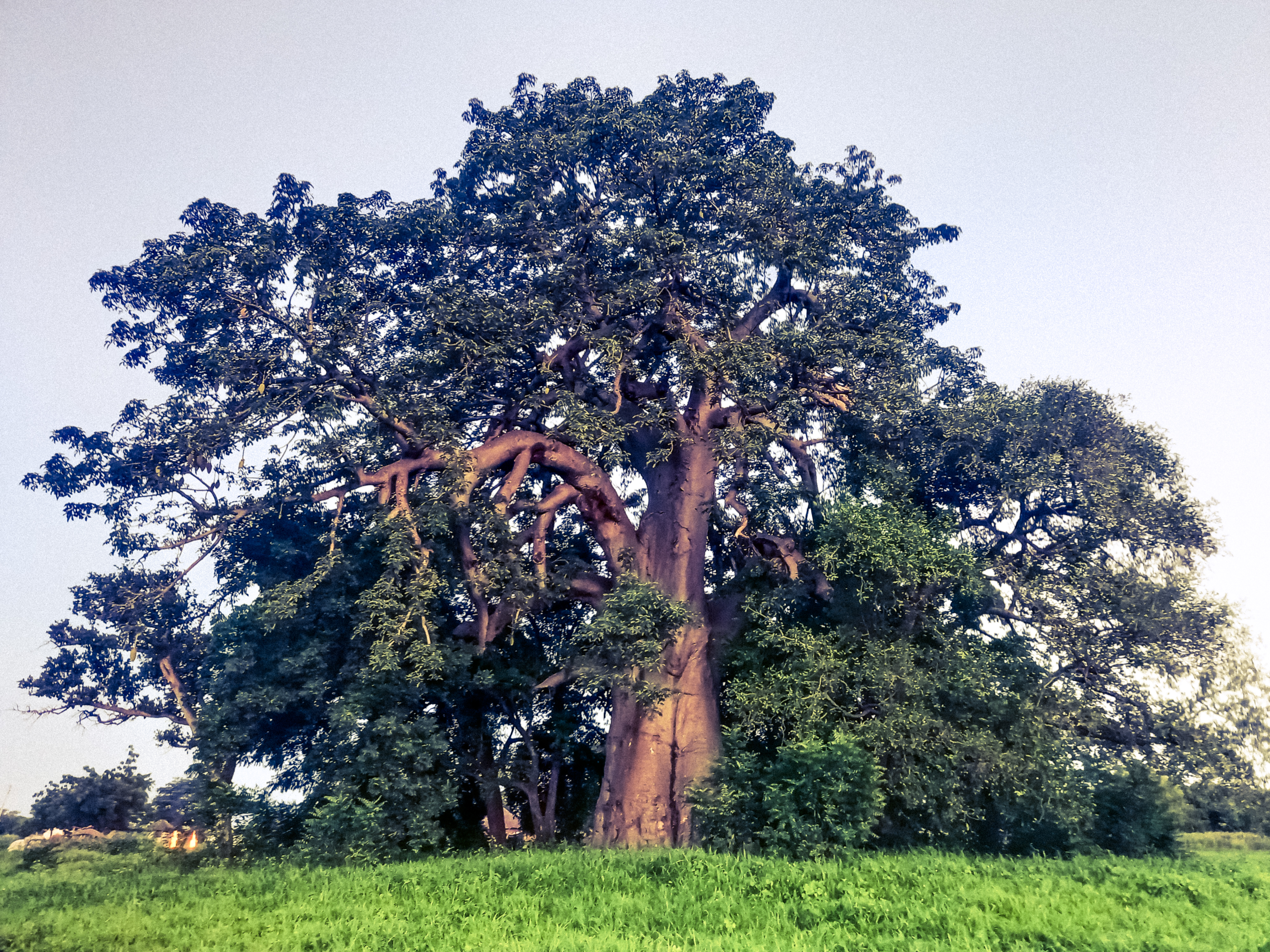
À l'emplacement du marché aux esclaves de Saakpuli, qui existait entre 1704 et 1845, au Savelugu/Nanton. Septembre 2021.

Le district de Savelugu/Nanton est l’un des 20 districts de la Région du Nord (Ghana).

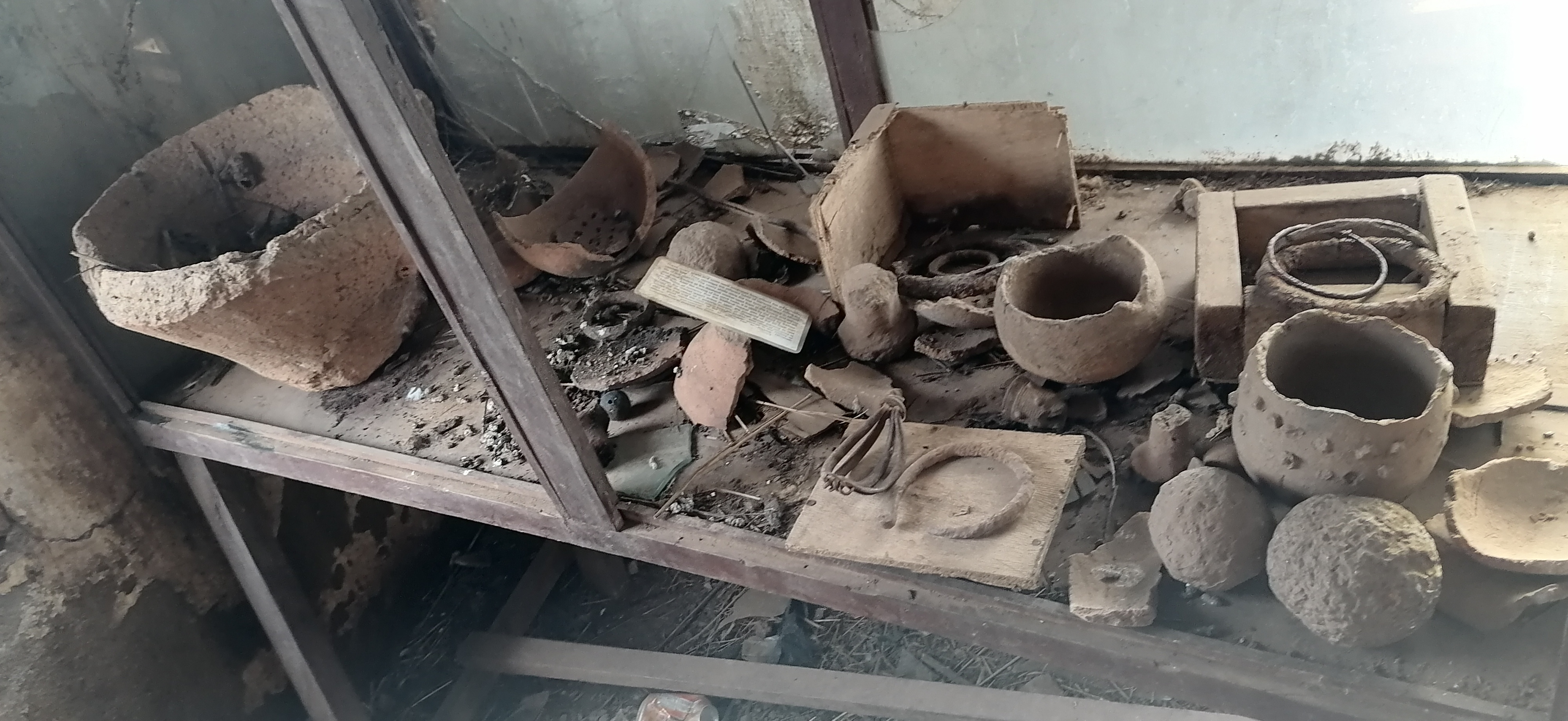
Bols d'esclaves au marché aux esclaves Saakpuli près du baobab de Savelugu/Nanton. Septembre 2021.